# ジョン・ドーマン
ジョン・ドーマン（John Doman、1945年1月9日 - ）は、アメリカ合衆国の俳優。

## 出演作品
- キラー・コマンドー（スティーブン・リーズ）
- 山猫は眠らない3 決別の照準
- THE WIRE/ザ・ワイヤー（ウィリアム・ロールズ）
- リゾーリ&アイルズ ヒロインたちの捜査線（パトリック・ドイル）
- ボルジア 欲望の系譜（ロドリーゴ・ボルジア）
- PERSON of INTEREST 犯罪予知ユニット（ロス・ギャリソン上院議員）
- GOTHAM/ゴッサム（ドン・ファルコン）
- エレメンタリー ホームズ&ワトソン in NY シーズン5 #17（ランドール・スレシンジャー市会議員）
- インスティンクト -異常犯罪捜査-（ロジャー・ラインハート）
- スノー・ロワイヤル（ギップ）
- ザ・ボーイズ (ジョナー・ヴォーゲルバウム)
- City on a Hill/罪におぼれた街 (ガイ・ダン)